# Upphörda kommunvapen i Finland
Ett galleri över tidigare, numera upphörda kommunvapen i Finland. För Finlands nuvarande kommunvapen, se kommunvapen i Finland. Städer är markerade med fet stil.

## Birkaland

Aitolahti (1965–1965) numera del av Tammerfors
Eräjärvi (1962–1972) numera del av Orivesi
Filpula (1957–2008) numera vapen för Mänttä-Filpula
Ikalis (1961–1971) vapnet numera ersatt med Ikalis landskommuns dåvarande vapen
Ikalis landskommun (1956–1971) numera vapen för Ikalis
Karkku (1963–1972) till 2008 del av Vammala, numera vapen för Sastamala
Kiikka (1961–1980) till 2008 del av Äetsä, numera del av Sastamala
Kuhmalax (1961–2010) numera del av Kangasala
Kuorevesi (1952–2000) numera del av Jämsä
Kuru (1956–2008) numera del av Ylöjärvi
Kylmäkoski (1965–2010) numera del av Ackas
Luopiois (1960–2006) numera vapen för Pälkäne
Längelmäki (1952–2006) numera uppdelad mellan Jämsä och Orivesi
Mouhijärvi (1957–2008) numera del av Sastamala
Mänttä (1950–2008) numera del av Mänttä-Filpula
Pohjaslahti (1961–1972) numera uppdelad mellan Mänttä-Filpula (till 2008 Filpula) och Virdois
Pälkäne (1956–2006) vapnet numera ersatt med Luopiois dåvarande vapen.
Sahalax (1962–2004) numera del av Kangasala
Suodenniemi (1955–2006) till 2008 del av Vammala, numera del av Sastamala
Suoniemi (1955–1972) numera del av Nokia
Sääksmäki (1954–1972) numera del av Valkeakoski
Teisko (1958–1971) numera del av Tammerfors
Toijala (1952–2006) numera del av Ackas
Tottijärvi (1958–1975) numera del av Nokia
Tyrvis (1950–1972) till 2008 del av Vammala, numera del av Sastamala
Vammala (1950–2008) numera del av Sastamala
Viiala (1955–2006) numera del av Ackas
Viljakkala (1950–2006) numera del av Ylöjärvi
Äetsä (1981–2008) numera del av Sastamala

Den tidigare kommunen Ackas förde aldrig något vapen.

## Egentliga Finland

Alastaro (1963–2008) numera del av Loimaa
Angelniemi (1962–1966) till 2008 del av Halikko, numera del av Salo
Bjärnå (1957–2008) numera del av Salo
Dragsfjärd (1962–2008) numera vapen för Kimitoön
Finby (1956–2008) numera del av Salo
Halikko (1953–2008) numera vapen för Salo
Hitis (1964–1968) till 2008 del av Dragsfjärd, numera del av Kimitoön
Houtskär (1951–2008) numera del av Pargas
Iniö (1956–2008) numera del av Pargas
Kakskerta (1957–1967) numera del av Åbo
Kalands kommun (1951–1992) numera del av Nystad
Karinais (1969–2004) numera del av Pöytis
Karjala (1964–1976) numera del av Virmo
Karuna (1959–1968) numera uppdelad mellan Sagu och Kimitoön (till 2008 Kimito)
Kiikala (1960–2008) numera del av Salo
Kimito (1963–2008) numera del av Kimitoön
Kisko (1952–2008) numera del av Salo
Korpo (1956–2008) numera del av Pargas
Kuusjoki (1964–2008) numera del av Salo
Lemo (1966–2008) numera del av Masko
Loimaa (1952–2004) vapnet numera ersatt med Loimaa kommuns dåvarande vapen.
Loimaa kommun (1952–2004) numera vapen för Loimaa
Lokalax (1963–1980) numera del av Nystad
Masko (1964–2008) vapnet numera ersatt med Villnäs dåvarande vapen.
Mellilä (1969–2008) numera del av Loimaa
Merimasku (1962–2008) numera del av Nådendal
Metsämaa (1964–1975) till 2004 del av Loimaa kommun, numera del av Loimaa
Mietois (1961–2006) numera vapen för Virmo
Muurla (1960–2008) numera del av Salo
Nagu (1958–2008) numera vapen för Pargas
Nådendals landskommun (1958–1963) numera del av Nådendal
Patis (1958–1972) numera del av Åbo
Pargas (1961–2008) vapnet numera ersatt med Nagus dåvarande vapen.
Pargas landskommun (1952–1966) numera del av Pargas
Pikis (1955–2008) numera vapen för S:t Karins
Pyhämaa (1969–1973) numera del av Nystad
Rimito (1953–2008) numera del av Nådendal
Rusko (1964–2008) vapnet numera ersatt med Vahto dåvarande vapen.
Salo (1949–2008) vapnet numera ersatt med Halikko dåvarande vapen.
S:t Bertils (1957–2008) numera del av Salo
S:t Karins (1955–2008) vapnet numera ersatt med Pikis dåvarande vapen.
S:t Marie (1956–1966) numera del av Åbo
Suomusjärvi (1957–2008) numera del av Salo
Tarvasjoki (1951–2014) numera del av Lundo
Uskela (1952–1966) numera del av Salo
Vahto (1963–2008) numera vapen för Rusko
Velkua (1968–2008) numera del av Nådendal
Villnäs (1967–2008) numera vapen för Masko
Virmo (1960–2006) vapnet numera ersatt med Mietois dåvarande vapen.
Västanfjärd (1962–2008) numera del av Kimitoön
Yläne (1957–2008) numera del av Pöytis

Kustö och Nystads landskommun förde aldrig något vapen.

## Egentliga Tavastland

Hauho (1951–2008) numera del av Tavastehus
Kalvola (1952–2008) numera del av Tavastehus
Lampis (1958–2008) numera del av Tavastehus
Rengo (1953–2008) numera del av Tavastehus
Sommarnäs (1954–1976) numera del av Somero
Tulois (1956–2008) numera del av Tavastehus
Tyrväntö (1960–1970) numera uppdelad mellan Hattula och Valkeakoski
Vånå (1957–1966) numera uppdelad mellan Tavastehus, Hattula och Janakkala

Koijärvi och Tavastehus landskommun förde aldrig något vapen.

## Kajanaland

Kajana landskommun (1966–1976) numera del av Kajana
Vuolijoki (1966–2006) numera del av Kajana

## Kymmenedalen

Anjala (1952–1974) till 2008 del av Anjalankoski, numera del av Kouvola
Aspö (1957–1973) numera del av Kotka
Elimä (1951–2008) numera del av Kouvola
Jaala (1968–2008) numera del av Kouvola
Karhula (1955–1976) numera del av Kotka
Kouvola (1952–2008) numera ersatt med annat vapen
Kuusankoski (1952–2008) numera del av Kouvola
Kymmene (1952–1976) numera del av Kotka
Sippola (1957–1974) Anjalankoski (1975–2008) numera del av Kouvola
Valkeala (1952–2008) numera del av Kouvola
Veckelax (1951–2002) numera del av Fredrikshamn, vapnet användes av Fredrikshamn till 2013, när staden återinförde vapnet före kommunsammanslagningen

- Sippola
(1957–1974)
Anjalankoski
(1975–2008)
numera del av Kouvola
- Valkeala
(1952–2008)
numera del av Kouvola
- Veckelax
(1951–2002)
numera del av Fredrikshamn, vapnet användes av Fredrikshamn till 2013, när staden återinförde vapnet före kommunsammanslagningen

## Lappland

Karungi (1956–1972) numera del av Torneå
Nedertorneå (1952–1972) numera del av Torneå
Kemijärvi (1960–1972) vapnet numera ersatt med Kemijärvi landskommuns dåvarande vapen
Kemijärvi landskommun (1954–1972) numera vapen för Kemijärvi
Rovaniemi (1930–2005) vapnet numera ersatt med Rovaniemi landskommuns dåvarande vapen
Rovaniemi landskommun (1956–2005) numera vapen för Rovaniemi

## Mellersta Finland

Jyväskylä landskommun (1954–2008) numera del av Jyväskylä
Jämsä (1953–2008) vapnet numera ersatt med Jämsänkoski dåvarande vapen
Jämsänkoski (1954–2008) numera vapen för Jämsä
Konginkangas (1960–1992) numera del av Äänekoski
Korpilax (1958–2008) numera del av Jyväskylä
Koskenpää (1962–1968) till 2008 del av Jämsänkoski, numera del av Jämsä
Leivonmäki (1956–2007) numera del av Joutsa
Pihlajavesi (1960–1968) numera del av Keuru
Pylkönmäki (1962–2008) numera del av Saarijärvi
Sumiais (1965–2006) numera del av Äänekoski
Suolahti (1952–2006) numera vapen för Äänekoski
Säynätsalo (1958–1992) numera del av Jyväskylä
Äänekoski (1954–2006) vapnet numera ersatt med Suolahti dåvarande vapen
Äänekoski landskommun (1958–1968) numera del av Äänekoski

## Mellersta Österbotten

Himango (1958–2009) numera vapen för Kalajoki
Karleby kommun (1963–1976) numera del av Karleby
Kelviå (1962–2008) numera del av Karleby
Lochteå (1951–2008) numera del av Karleby
Ullava (1966–2008) numera del av Karleby
Öja (1959–1968) till 1976 del av Karleby kommun, numera del av Karleby

## Norra Karelen

Eno (1955–2008) numera del av Joensuu
Kesälahti (1956–2012) numera del av Kides
Kiihtelysvaara (1962–2004) numera del av Joensuu
Nurmes landskommun (1953–1972) numera del av Nurmes
Pielisjärvi (1953–1972) numera del av Lieksa
Pyhäselkä (1955–2008) numera del av Joensuu
Tohmajärvi (1953–2004) vapnet numera ersatt med Värtsiläs dåvarande vapen.
Tuupovaara (1957–2004) numera del av Joensuu
Valtimo (1952–2019) numera del av Nurmes
Värtsilä (1958–2004) numera vapen för Tohmajärvi

Pielisensuu förde aldrig något vapen.

## Norra Savolax

Idensalmi landskommun (1954–1969) numera del av Idensalmi
Juankoski (1957–2016) numera del av Kuopio
Karttula (1965–2010) numera del av Kuopio
Kuopio landskommun (1953–1968) numera uppdelad mellan Kuopio och Siilinjärvi
Maaninka (1952–2014) numera del av Kuopio
Muuruvesi (1963–1970) till 2016 del av Juankoski, numera del av Kuopio
Nilsiä (1953–2012) numera del av Kuopio
Riistavesi (1964–1972) numera del av Kuopio
Säyneis (1964–1970) till 2016 del av Juankoski, numera del av Kuopio
Varpaisjärvi (1961–2010) numera del av Lapinlax
Vehmersalmi (1964–2004) numera del av Kuopio

## Norra Österbotten

Frantsila (1964–2008) numera del av Siikalatva
Haukipudas (1952–2012) numera del av Uleåborg
Ijo (1966–2006) vapnet numera ersatt med Kuivaniemi dåvarande vapen
Kalajoki (1953–2009) vapnet numera ersatt med Himango dåvarande vapen
Kestilä (1967–2008) numera del av Siikalatva
Kiminge (1968–2012) numera del av Uleåborg
Kuivaniemi (1967–2006) numera vapen för Ijo
Oulujoki (1952–1964) numera uppdelad mellan Uleåborg, Kempele, Tyrnävä och Utajärvi
Paavola (1967–1972) till 2006 del av Ruukki, numera del av Siikajoki
Pattijoki (1968–2002) numera del av Brahestad
Piippola (1966–2008) numera del av Siikalatva
Pulkkila (1964–2008) numera del av Siikalatva
Rautio (1953–1972) numera del av Kalajoki
Revolax (1958–1972) till 2006 del av Ruukki, numera del av Siikajoki
Ruukki (1973–2006) numera del av Siikajoki
Salois (1967–1972) numera del av Brahestad
Siikajoki (1954–2006) numera ersatt med annat vapen
Temmes (1965–2000) numera uppdelad mellan Tyrnävä, Limingo, Lumijoki och Siikalatva
Uleåsalo (1968–2012) numera del av Uleåborg
Vihanti (1951–2012) numera del av Brahestad
Överijo (1967–2012) numera del av Uleåborg
Överkiminge (1957–2008) numera del av Uleåborg

## Nyland
- Borgå landskommun
(1953–1996)
numera del av Borgå
- Bromarv
(1950–1976)
numera uppdelad mellan Raseborgs stad (till 1992 Tenala, 1993–2008 Ekenäs) och Hangö
- Hyvinge landskommun
(1953–1968)
numera del av Hyvinge
- Karis
(1943–2008)
numera del av Raseborgs stad
- Karis landskommun
(1950–1968)
till 2008 del av Karis, numera del av Raseborgs stad
- Karislojo
(1965–2012)
numera del av Lojo
- Liljendal
(1954–2009)
numera del av Lovisa
- Lojo
(1951–1996)
vapnet numera ersatt med Lojo kommuns dåvarande vapen
- Lojo kommun
(1951–1996)
numera vapen för Lojo
- Nummis
(1956–1980)
Nummi-Pusula
(1981–2012)
numera del av Lojo
- Pernå
(1952–2009)
numera del av Lovisa

Pojo
Bromarv (1950–1976) numera uppdelad mellan Raseborgs stad (till 1992 Tenala, 1993–2008 Ekenäs) och Hangö
(1953–2008)
numera del av Raseborgs stad
- Pusula
(1963–1980)
till 2012 del av Nummi-Pusula, numera del av Lojo
Pyhäjärvi Nl (1956–1968) numera del av Högfors
Sammatti (1964–2008) numera del av Lojo
Snappertuna (1951–1976) till 2008 del av Ekenäs, numera del av Raseborgs stad
Karislojo (1965–2012) numera del av Lojo
Strömfors (1961–2009) numera del av Lovisa
Lojo (1951–1996) vapnet numera ersatt med Lojo kommuns dåvarande vapen
Lojo kommun (1951–1996) numera vapen för Lojo
Nummis (1956–1980) Nummi-Pusula (1981–2012) numera del av Lojo
Ekenäs (1952–2008) numera del av Raseborgs stad
Ekenäs landskommun (1953–1976) till 2008 del av Ekenäs, numera del av Raseborgs stad
Pusula (1963–1980) till 2012 del av Nummi-Pusula, numera del av Lojo
Pyhäjärvi Nl (1956–1968) numera del av Högfors
Sammatti (1964–2008) numera del av Lojo
Snappertuna (1951–1976) till 2008 del av Ekenäs, numera del av Raseborgs stad
Strömfors (1961–2009) numera del av Lovisa
Ekenäs (1952–2008) numera del av Raseborgs stad
Ekenäs landskommun (1953–1976) till 2008 del av Ekenäs, numera del av Raseborgs stad
Tenala (1953–1992) till 2008 del av Ekenäs, numera del av Raseborgs stad

- Tenala
(1953–1992)
till 2008 del av Ekenäs, numera del av Raseborgs stad

Brändö, Degerby, Haga, Hoplax och Åggelby förde aldrig något vapen.

## Päijänne-Tavastland

Artsjö (1956–2010) numera del av Orimattila
Heinola landskommun (1968–1996) numera del av Heinola
Hämeenkoski (1952–2015) numera del av Hollola
Nastola (1953–2015) numera del av Lahtis

## Satakunta

Björneborgs landskommun (1952–1966) numera del av Björneborg
Euraåminne (1950–2016) vapnet numera ersatt med Luvia dåvarande vapen.
Hinnerjoki (1953–1969) numera del av Eura
Honkajoki (1952–2020) numera del av Kankaanpää
Honkilax (1951–1969) numera del av Eura
Kauvatsa (1951–1968) numera del av Kumo
Keikyä (1956–1980) till 2008 del av Äetsä, numera del av Sastamala
Kikois (1954–2012) numera del av Sastamala
Kiukais (1950–2008) numera del av Eura
Kodisjoki (1964–2006) numera del av Raumo
Kullaa (1950–2004) numera del av Ulvsby
Kjulo (1955–2015) numera vapen för Säkylä
Lavia (1955–2014) numera del av Björneborg
Lappi (1951–2008) numera del av Raumo
Luvia (1954–2016) numera vapen för Euraåminne
Norrmark (1956–2009) numera del av Björneborg
Raumo landskommun (1954–1992) numera del av Raumo
Säkylä (1953–2015) vapnet numera ersatt med Kjulo dåvarande vapen.
Vambula (1955–2008) numera del av Vittis
Vittisbofjärd (1954–1971) numera del av Björneborg

## Södra Karelen

Joutseno (1951–2008) numera del av Villmanstrand
Lappvesi (1953–1966) numera del av Villmanstrand
Lauritsala (1952–1966) numera del av Villmanstrand
Nuijamaa (1960–1988) numera del av Villmanstrand
Parikkala (1956–2004) numera ersatt med annat vapen
Saari (1959–2004) numera del av Parikkala
Simpele (1955–1972) numera del av Rautjärvi
Suomenniemi (1961–2012) numera del av S:t Michel
Uguniemi (1969–2004) numera del av Parikkala
Ylämaa (1964–2009) numera del av Villmanstrand

## Södra Savolax

Anttola (1962–2000) numera del av S:t Michel
Haukivuori (1955–2006) numera del av S:t Michel
Jäppilä (1958–2003) till 2006 del av Pieksänmaa, numera del av Pieksämäki
Kangaslampi (1965–2003) numera del av Varkaus
Kerimäki (1951–2012) numera del av Nyslott
Kristina (1951–2012) numera del av S:t Michel
Pertunmaa (1965–2024) numera del av Mäntyharju
Pieksämäki (1951–2006) vapnet numera ersatt med Pieksänmaa dåvarande vapen
Pieksämäki landskommun (1951–2003) Pieksänmaa (2004–2006) numera vapen för Pieksämäki
Punkaharju (1954–2012) numera del av Nyslott
S:t Michels landskommun (1950–2000) numera del av S:t Michel
Savonranta (1962–2008) numera del av Nyslott
Sääminki (1950–1972) numera del av Nyslott
Virtasalmi (1955–2003) till 2006 del av Pieksänmaa, numera del av Pieksämäki

- Pieksämäki landskommun
(1951–2003)
Pieksänmaa
(2004–2006)
numera vapen för Pieksämäki
- Punkaharju
(1954–2012)
numera del av Nyslott
- S:t Michels landskommun
(1950–2000)
numera del av S:t Michel
- Savonranta
(1962–2008)
numera del av Nyslott
- Sääminki
(1950–1972)
numera del av Nyslott
- Virtasalmi
(1955–2003)
till 2006 del av Pieksänmaa, numera del av Pieksämäki

## Södra Österbotten

Alahärmä (1958–2008) numera del av Kauhava
Alavo (1952–2012) vapnet numera ersatt med Töysä dåvarande vapen.
Jalasjärvi (1951–2015) numera del av Kurikka
Jurva (1955–2008) numera del av Kurikka
Kauhava (1952–2008) numera ersatt med annat vapen
Kortesjärvi (1958–2008) numera del av Kauhava
Kurikka (1951–2008) numera ersatt med annat vapen
Lehtimäki (1959–2008) numera del av Alajärvi
Nurmo (1955–2008) numera del av Seinäjoki
Peräseinäjoki (1959–2004) numera del av Seinäjoki
Seinäjoki landskommun (1954–1958) numera del av Seinäjoki
Töysä (1958–2012) numera vapen för Alavo
Ylihärmä (1963–2008) numera del av Kauhava
Ylistaro (1961–2008) numera del av Seinäjoki

## Åland
Det finns inga upphörda åländska kommunvapen.

## Österbotten

Bergö (1962–1972) numera del av Malax
Björköby (1959–1972) numera del av Korsholm
Esse (1962–1976) numera del av Pedersöre
Jeppo (1965–1974) numera del av Nykarleby
Korsholm (1960–1975) numera ersatt med annat vapen
Kronoby (1955–1974) numera ersatt med annat vapen
Kvevlax (1955–1972) numera del av Korsholm
Lappfjärd (1960–1972) numera del av Kristinestad
Lillkyro (1954–2012) numera del av Vasa
Malax (1965–1982) numera ersatt med annat vapen
Maxmo (1954–2006) Vörå-Maxmo (2007–2010) numera vapen för den nya kommunen Vörå
Munsala (1965–1974) numera del av Nykarleby
Nedervetil (1958–1968) numera del av Kronoby
Nykarleby landskommun (1965–1974) numera del av Nykarleby
Oravais (1954–2010) numera del av den nya kommunen Vörå
Pedersöre (1958–1984) numera ersatt med annat vapen
Petalax (1968–1972) numera del av Malax
Purmo (1954–1976) numera del av Pedersöre
Pörtom (1963–1972) numera uppdelad mellan Närpes och Malax
Replot (1957–1972) numera del av Korsholm
Sideby (1969–1972) numera del av Kristinestad
Solf (1968–1972) numera uppdelad mellan Korsholm och Vasa
Terjärv (1956–1968) numera del av Kronoby
Tjöck (1969–1972) numera del av Kristinestad
Vörå (1955–2006) till 2010 del av Vörå-Maxmo, numera del av den nya kommunen Vörå
Övermark (1968–1972) numera del av Närpes

- Maxmo
(1954–2006)
Vörå-Maxmo
(2007–2010)
numera vapen för den nya kommunen Vörå
- Munsala
(1965–1974)
numera del av Nykarleby
- Nedervetil
(1958–1968)
numera del av Kronoby
- Nykarleby landskommun
(1965–1974)
numera del av Nykarleby
- Oravais
(1954–2010)
numera del av den nya kommunen Vörå
- Pedersöre
(1958–1984)
numera ersatt med annat vapen
- Petalax
(1968–1972)
numera del av Malax
- Purmo
(1954–1976)
numera del av Pedersöre
- Pörtom
(1963–1972)
numera uppdelad mellan Närpes och Malax
- Replot
(1957–1972)
numera del av Korsholm
- Sideby
(1969–1972)
numera del av Kristinestad
- Solf
(1968–1972)
numera uppdelad mellan Korsholm och Vasa
- Terjärv
(1956–1968)
numera del av Kronoby
- Tjöck
(1969–1972)
numera del av Kristinestad
- Vörå
(1955–2006)
till 2010 del av Vörå-Maxmo, numera del av den nya kommunen Vörå
- Övermark
(1968–1972)
numera del av Närpes